# 이병재 (1903년)
이병재(李炳㦳, 일본식 이름: 平川炳㦳, 1903년 ~ ?)는 일제강점기와 대한민국의 관료이다.

## 생애
충청북도 제천군 출신이다. 춘천부의 공립춘천실업학교를 졸업하였고, 1920년대 중반에 관계에 입문하여 일제 강점기 동안 조선총독부 관리로 근무하였다.
강원도 김화군에서 근무를 시작하였고, 화천군, 정선군, 횡성군, 강릉군에서 차례로 군속으로 일했다. 말단 관리로 시작하여 20년 가까이 총독부 소속 관리로 근무한 끝에, 태평양 전쟁 종전 직전에는 강원도 정선군수로 승진하였다.
태평양 전쟁 종전으로 일본 제국이 패망하고 군정기가 시작된 뒤에도 그대로 강원도 지역에서 관료로 근무하였다. 대한민국 건국 직후인 1949년을 기준으로 강원도 영월군 군수로 재직 중이었다.
2008년 민족문제연구소가 발표한 친일인명사전 수록예정자 명단 중 관료 부문에 포함되었다.

## 참고자료
- 이병재(李炳㦳) - 국사편찬위원회